# Howard Cable

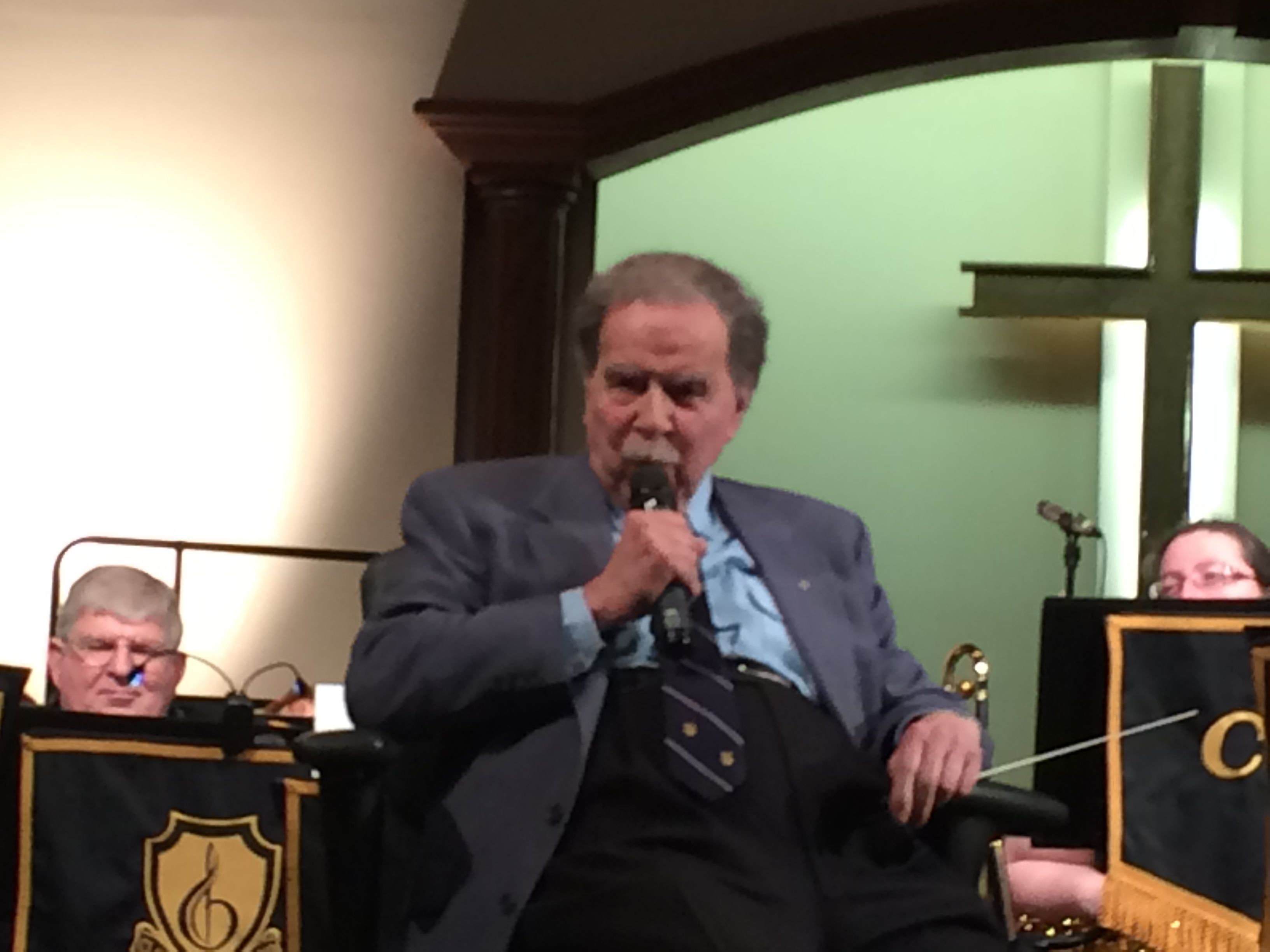
Howard Cable, 2014

Howard Reid Cable (* 15. Dezember 1920 in Toronto; † 30. März 2016 ebenda) war ein kanadischer Dirigent, Arrangeur und Komponist.

## Leben
Cable studierte am Toronto Conservatory of Music bei Ernest MacMillan, Ettore Mazzoleni und Healey Willan und setzte seine Ausbildung dann bei John Weinzweig fort. Er begann seine berufliche Laufbahn 1936 als Skriptschreiber beim Rundfunksender CFRB Toronto und wurde 1941 Nachfolger von Percy Faith beim Rundfunk der CBC. In dieser Zeit komponierte er für Hörspiele und arrangierte und dirigierte Musik für Sendungen wie Music by Cable, Canadian Cavalcade, Jolly Miller Time und The Canadian General Electric Hour. Seine Cable Concert Band Series wurden in den 1950er Jahren auch in den USA gehört. Von 1954 bis 1959 war er musikalischer Leiter und Arrangeur der Fernsehsendung Showtime.
In den 1960er Jahren leitete Cable bei Studioaufnahmen in New York, arrangierte Musik für Broadwayproduktionen mit Richard Rogers und Meredith Wilson und dirigierte Aufführungen mit Musikern wie Robert Goulet, Victor Borge, Danny Kaye, Bob Hope, Marlene Dietrich, Peggy Lee, Tony Bennett und Ella Fitzgerald. Bei der Expo 67 in Montreal war er Produzent des musikalischen Begleitprogramms. Von 1974 bis 1986 war er Musikdirektor des Royal York Hotel und von 1975 bis 1986 Direktor des Musiktheaters am Banff Centre.
In den 1980er Jahren trat Cable in Kanada verstärkt als Dirigent von Sinfonieorchestern auf und schrieb Arrangements u. a.  für  Canadian Brass, die Elmer Iseler Singers, den Toronto Mendelssohn Choir, den Toronto Children Chorus, Sharon, Lois & Bram und True North Brass. Er komponierte u. a. die Musicals Mary, Queen of Scotts, (Libretto von Christopher Gore, Aufführung bei den Charlottetown Festivals 1971 und 1972) und Rana's Pond (1990), das Kinderoratorium Your Work with Love Surrounds You (Libretto von Peggy Feltmate, 1973) und Werke für Orchester, Blasorcher, Chor bzw. Bläserensemble wie Newfoundland Rhapsody (1956), Sing, Sea to Sea (1979) und Ontario Pictures (1991). Sein Song The Saturday Game war 16 Jahre lang die Hymne der National Hockey League. 1999 wurde er als Member des Order of Canada geehrt.